# 一宮市立末広小学校
一宮市立末広小学校（いちのみやしりつ すえひろしょうがっこう）は、愛知県一宮市にある公立小学校。

## 沿革
- 1971年04月：神山小学校から分離し、開校。テレビ放送スタジオによる教育活動。
- 1972年10月：教育機器利用研究発表（県教委指定）
- 1972年11月：屋内運動場竣工
- 1973年02月：全校舎が完成し、竣工式を行う。校歌制定
- 1973年08月：プールが完成
- 1978年02月：東海3県学校図書館奨励賞受賞
- 1981年01月：創立10周年、造形展の開催
- 1981年04月：難聴学級開設
- 1988年04月：青少年赤十字入団
- 1990年04月：愛知県社会福祉協力校の指定
- 1995年04月：情緒障害学級開設
- 2001年11月：パソコン教室完成
- 2001年11月：市サッカー選手権大会優勝
- 2002年02月：市体育優良校表彰
- 2002年04月：県「学校と家庭を結ぶ道徳教育推進事業」研究委託を受ける
- 2003年07月：教育ネットワーク工事
- 2003年08月：校舎壁面塗り替え工事
- 2004年02月：普通教室改築工事
- 2005年10月：校舎・屋内運動場耐震工事
- 2007年03月：屋外トイレ建築
- 2012年08月：大規模修繕工事（校舎西側部分）
- 2013年06月：ユネスコスクール認定
- 2014年08月：大規模修繕工事（校舎中央部分）
- 2017年08月：大規模修繕工事（校舎東側部分）

## 住所
愛知県一宮市末広2丁目20-1

## 通学区域
- 昭和1・2丁目、新生2-4丁目、末広1-3丁目、住吉1・2丁目、中町1丁目の一部、野口1・2丁目、花池1丁目の一部、花池2丁目の一部[1]。

## 進学先中学校
- 一宮市立中部中学校